# 리투아니아 요리

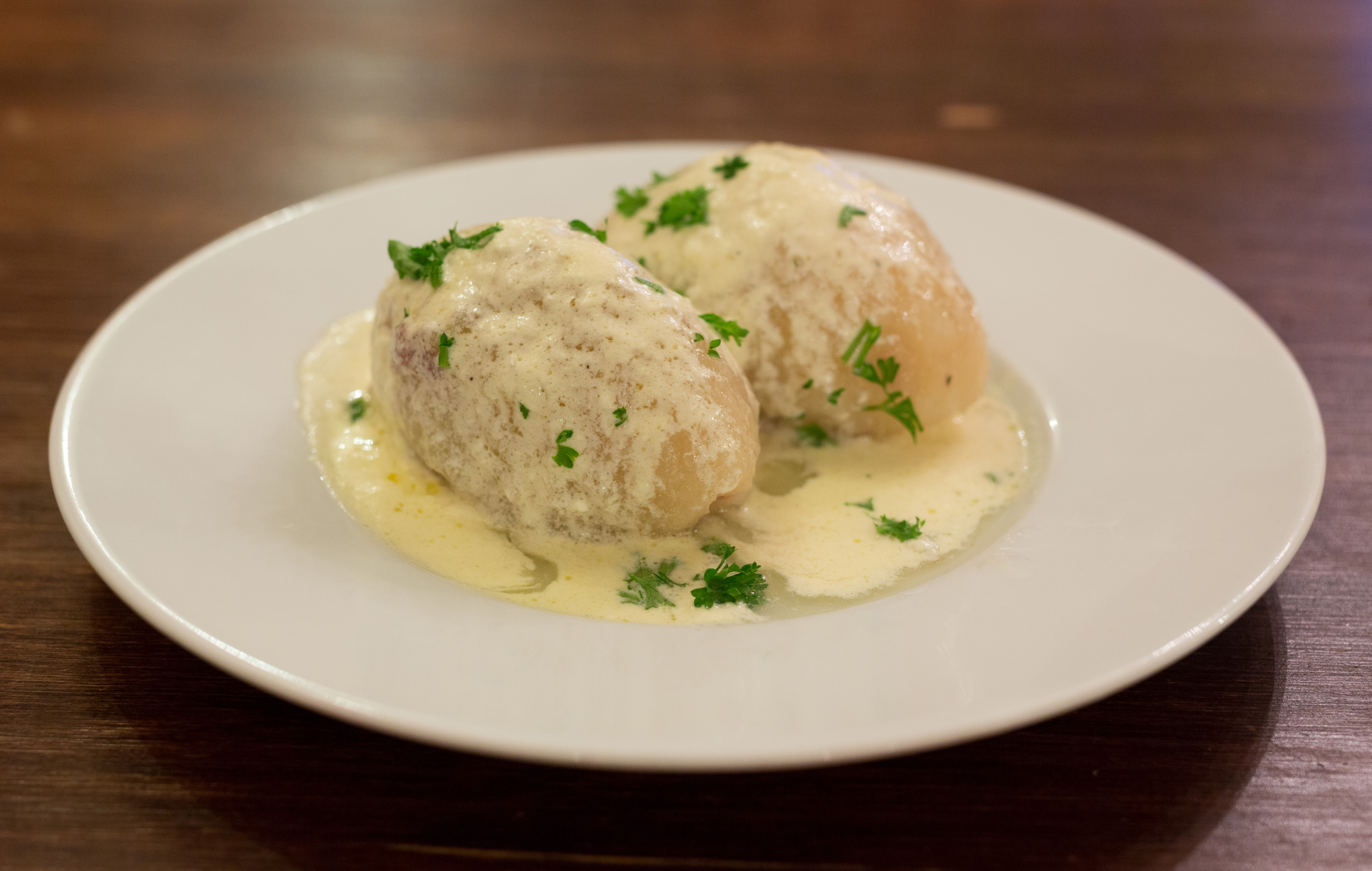
체펠리나이

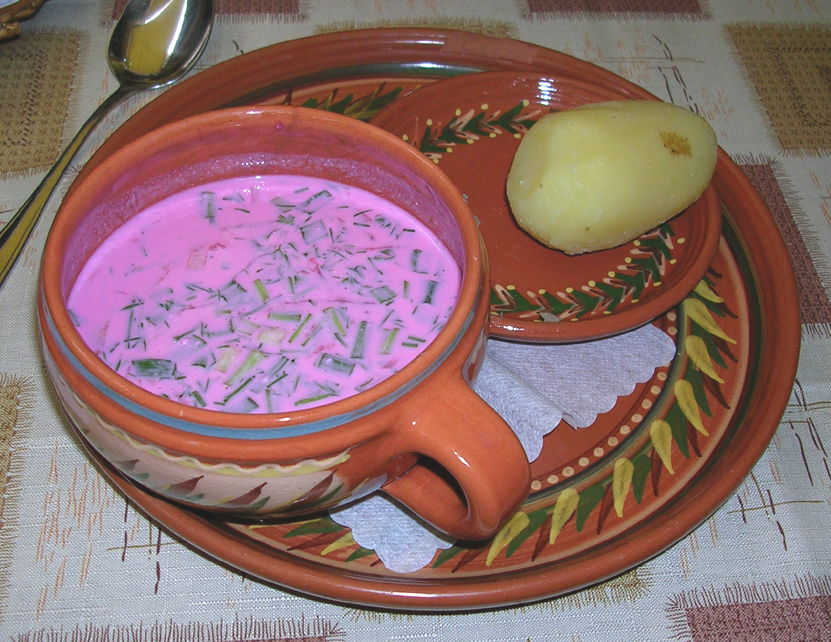
리투아니아식 보르시인 바르슈차이(Barščiai)

리투아니아 요리(리투아니아어: Lietuviška virtuvė 리에투비슈카 비르투베)는 동유럽 발트 지방에 있는 리투아니아의 요리이다. 보리, 감자, 호밀, 사탕무, 채소, 과일 및 버섯이 현지에서 재배되는 유제품이 리투아니아의 서늘하고 다습한 기후에 적합한 제품을 특징으로 한다. 리투아니아 요리는 북부 유럽과 기후 및 농업 관행을 공유하기 때문에, 발트해 이웃 나라와 일반적으로 공통점이 많다. 

## 빵

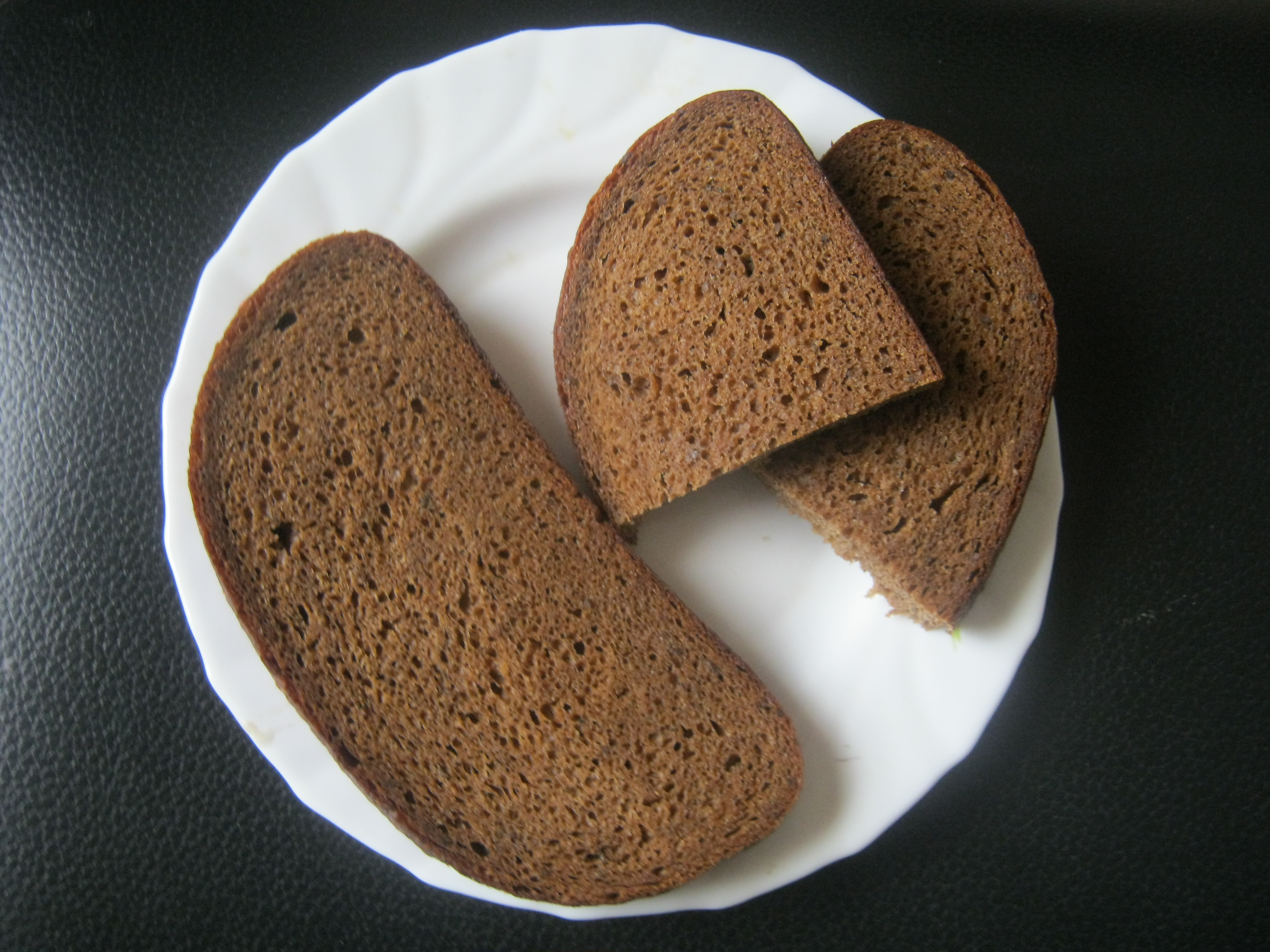
루기네 두오나

전통적으로 리투아니아 요리의 핵심은 밝은 색 밀빵보다 더 자주 사용되는 어두운 색 호밀빵이다. 반죽은 일반적으로 사워도 프리퍼먼트를 기반으로 하며 완제품을 밝게 하는 밀가루를 포함한다. 호밀빵은 종종 개방형 샌드위치(리투아니아어: Sumuštinis)로 먹거나 치즈와 함께 버터를 바른다. 그것은 때때로 캐러웨이 또는 양파로 맛을 낸다. 

## 같이 보기
- 동유럽 요리